# Aysel Teymurzadə
Aysel Məhəmməd qızı Teymurzadə (* 25. April 1989 in Baku, Aserbaidschanische SSR, Sowjetunion), auch bekannt als AySel, ist eine aserbaidschanische Popsängerin.

## Leben und Karriere
Aysel Teymurzadə wurde in der aserbaidschanischen Hauptstadt als Tochter eines Journalisten und einer Hochschuldozentin geboren. Teymurzadə ist aserbaidschanischer Abstammung, hat aber mütterlicherseits teilweise russische und ukrainische Wurzeln. Von 2006 bis 2010 hat sie Internationale Beziehungen an der Aserbaidschanischen Universität für Sprachen studiert.
Teymurzadə wurde international bekannt durch ihre Auswahl durch İctimai Televiziya və Radio Yayımları Şirkəti als Co-Sängerin des aserbaidschanischen Beitrags Always zum Eurovision Song Contest 2009. Zusammen mit ihrem Gesangspartner Arash erreichte sie mit diesem Titel im ESC-Finale den dritten Platz. Einen Tag zuvor war der Titel bereits auf Platz 41 in die schwedischen Singlecharts eingestiegen.

## Diskografie
Singles
- 2009: Always
- 2010: Fallin
- 2010: Azərbaycan
- 2010: Yanaram
- 2010: Don’t Let the Morning Come
- 2010: Sən
- 2011: Tonight